# Eladio Herrera
Eladio Óscar Herrera (ur. 9 lutego 1930 w Buenos Aires, zm. 25 listopada 2014) – argentyński bokser, medalista olimpijski.

## kariera
Był uczestnikiem igrzysk olimpijskich w Londynie (1948). Na kolejnych igrzyskach olimpijskich w Helsinkach (1952) zdobył brązowy medal olimpijski w kategorii lekkośredniej.